# 森本孝 (熊本第一信用金庫)
森本 孝（もりもと たかし、1934年 - 2025年3月26日）は、日本の実業家、熊本第一信用金庫会長、全国信用金庫協会元副会長、熊本経済同友会顧問。

## 人物・経歴
1934年、生まれ。1953年3月、九州学院高等学校卒業。1957年3月、立教大学経済学部卒業。
熊本第一信用金庫に長く務め、熊本経済の発展のため尽力し、現在同金庫会長を務める。全国信用金庫協会副会長なども務めた。
2005年11月、旭日双光章受賞。2020年には熊日賞を受賞した。
2025年3月26日午後2時5分、心不全のため熊本市の病院で死去。90歳没。